# Franz Lederer (Fußballtrainer)
Franz Lederer (* 25. November 1963 in Eisenstadt) ist ein ehemaliger österreichischer Fußballspieler, der seit den 1990er Jahren als Fußballtrainer in Erscheinung tritt.

## Spielerkarriere
Mit dem Fußballspielen begann Lederer bei der Jugendmannschaft des SV Mattersburg, von dessen Profimannschaft er 1982 verpflichtet wurde. Nach 15 Jahren in Mattersburg wechselte er zum ASK Marz, wo er 1999 nach eineinhalb Jahren seine Spielerkarriere beendete.

## Trainerkarriere
Lederers Trainerkarriere begann im Jahr 1999 beim SC Wiesen in der österreichischen siebten Liga. Von 2004 bis 2013 und kurzzeitig 2014 war er Chefcoach des österreichischen Bundesligisten SV Mattersburg. Zuvor agierte er drei Jahre hinter Werner Gregoritsch und Muhsin Ertuğral als Co-Trainer der Burgenländer. Da dank Lederer die Auswärtsschwäche der Mattersburger zunichtegemacht wurde, beförderte ihn Präsident Martin Pucher vom Co-Trainer und Interims-Cheftrainer zum Chefcoach.
2012/13 erfolgte der Abstieg in die Erste Liga. Daraufhin trat Lederer zurück und wurde Sportdirektor. 2014 war er für kurze Zeit im Frühling Chefcoach, da sein Vorgänger/Nachfolger aufgrund schlechter Ergebnisse zurücktrat. Im Sommer 2018 wurde sein Vertrag als Sportlicher Leiter von der SV Mattersburg aufgelöst.
Mit 1. Jänner 2019 übernahm er die Trainerstelle beim ASV Draßburg und führte diesen durch den Gewinn des Meistertitels in der Landesliga Burgenland im Sommer 2019 in die Regionalliga Ost. Für den Verein war dies der größte Erfolg in der 73-jährigen Vereinsgeschichte. Anfang Dezember 2021 wurde er nach ausbleibenden sportlichen Erfolgen, als Trainer entlassen.
Ab Juli 2022 wird Lederer Trainer beim österreichischen Viertligisten SV St. Margarethen.

## Erfolge
- mit der SV Mattersburg: Rang 3 (2007)  Rang 5 (2004) in der Bundesliga, Finalist im ÖFB-Cup (2006 und 2007)
- mit dem ASV Draßburg: Meistertitel in der Landesliga Burgenland 2019 und Aufstieg in die Regionalliga Ost